# Wonkwang University
Wonkwang University ist eine Universität in Iksan (Südkorea). Die Universität wurde 1946 als Yuilhangnim (유일학림) gegründet und ist eine der wenigen Universitäten, die dem Won-Buddhismus verbunden ist. Am 5. November wurde aus dem Yuilhangnim das Wonkwang Junior College (원광초급대학 Wongwang Chogeup Daehak). 1971 erhielt sie Universitätsstatus.
Die Universität ist bekannt für ihre zahlreichen medizinischen Studiengänge: Westliche Medizin, Zahnmedizin, Pharmazie, traditionelle koreanische Medizin etc. Das Wonkwang Medical Center befindet sich auf dem Campus. Das Munhwa-Stadion bietet Platz für sportliche oder kulturelle Anlässe.

## Bekannte Absolventen
- Ahn Do-hyun, Autor
- Park Bum Shin, Autor
- Shin Joon-sup, ehemaliger Boxer, der bei den Olympischen Sommerspielen 1984 die Goldmedaille gewann
- Yun Heung-gil, Autor